# Edward Woodward
Edward Woodward, OBE (Croydon, 1 de junho de 1930 – Truro, 16 de novembro de 2009) foi um ator britânico de cinema, teatro e televisão.
Depois de se formar na Academia Real de Arte Dramática, Woodward começou sua carreira no palco. Ao longo de sua carreira, ele apareceu em produções no West End de Londres e na Broadway em Nova York. Ele chamou a atenção de 1967 para o papel-título do drama de espionagem da televisão britânica Callan, ganhando o prêmio de Melhor Ator da British Academy Television de 1970.
Woodward atuou como o sargento de polícia Neil Howie no filme de terror britânico The Wicker Man, de 1973, e no papel-título do filme biográfico australiano Breaker Morant, de 1980. De 1985 a 1989, Woodward estrelou como o ex-agente secreto britânico e vigilante Robert McCall na série de televisão americana The Equalizer, ganhando o Globo de Ouro de 1986 de Melhor Ator de Drama Televisivo.

## Carreira

### Início de vida
Woodward nasceu em Croydon, Surrey, filho único dos pais Edward Oliver Woodward, metalúrgico, e Violet Edith Woodward. Quando menino, ele foi bombardeado de sua casa três vezes durante a Blitz. Ele freqüentou a Eccleston Road, Sydenham Road, e Wallington, assim como a Kingston Day Commercial School e a Elmwood High School, Hackbridge, todas em Surrey. Ele então frequentou o Kingston College.

### Teatro
No período Pós-Segunda Guerra Mundial, Woodward tornou-se membro associado da Academia Real de Arte Dramática, tendo papéis amadores. Querendo se formar como jornalista, ele acabou trabalhando em um escritório de engenheiros sanitários antes de frequentar a RADA, aos 16 anos. Ele estava supostamente dividido entre se tornar um ator ou um jogador de futebol profissional. Ele estava nos livros do Leyton Orient FC e Brentford FC, fazendo três aparições na Liga de Futebol para o último; no entanto, uma grave lesão no joelho manteve-o fora do jogo por mais de um ano.
Estreia profissional atuando de Woodward estava no castelo Teatro, Farnham, em 1946. Após a graduação na Royal Academy, trabalhou extensivamente em repertório empresas como um ator shakespeariano em toda a Inglaterra e Escócia, fazendo sua estréia nos palcos de Londres em RF Delderfield 's Onde há Um testamento seu em 1955, e também apareceu na adaptação cinematográfica desse mesmo ano, seu primeiro filme, e depois Romeu e Julieta e Hamlet (1955). Tendo se estabelecido, ele também trabalhou no teatro da Broadway em Nova York e na Austrália. Woodward apareceu pela primeira vez na Broadway em Rattle of a Simple Man (1963) e a comédia musical High Spirits (1964-1965), que ganhou três Prêmios Tony, seguida pela comédia de 1966, The Best Laid Plans. Em 1970, depois de Woodward interpretar Sidney Carton no musical do West End "Two Cities" baseado no romance de Dickens, Laurence Olivier convidou-o para escolher seu próprio papel no Royal National Theatre, e ele escolheu Cyrano de Bergerac (1971).
Em 2004, Woodward, ao lado do ator australiano Daniel MacPherson, apareceu como Deus em um revival de The Mystery Plays na Catedral de Canterbury. De um elenco de centenas de atores locais, Joseph McManners e Thomas James Longley também participaram com papéis menores.

### Filme
Ele fez aparições ocasionais, chegando a assumir o papel de sargento Neil Howie no suspense The Wicker Man, em 1973. A Woodward foi oferecido um pequeno papel no remake de 2005, mas ele rejeitou. Ele também apareceu no filme de 1982, Who Dares Wins, também conhecido como The Final Option, como comandante Powell.
Woodward interpretou o papel-título no drama biográfico australiano Breaker Morant, de 1980, que foi altamente aclamado, e sua presença chamou a atenção mundial do filme. Woodward também teve um papel coadjuvante na comédia de ação Hot Fuzz de 2007. Seu último papel no cinema principal foi o do reverendo Frederick Densham em A Congregation of Ghosts; a história de um vigário excêntrico que dizem ter alienado sua congregação e pregado em recortes de papelão.
Robin Hardy, que dirigiu The Wicker Man, disse: "Ele foi um dos maiores atores de sua geração, sem dúvida, com uma ampla carreira na televisão americana e no cinema britânico". Noël Coward disse uma vez sobre ele: "Ele foi um dos atores mais legais e mais cooperativos que eu já conheci ou trabalhei". 
Em 1990, Woodward foi o narrador do filme oficial da FIFA da Copa do Mundo de 1990, intitulado "Soccer Shoot-Out".

### Televisão
Woodward apareceu em muitas produções televisivas. No início dos anos 1960, ele era um ator que fazia várias aparições menores na TV em papéis coadjuvantes. Seu elenco como Guy Crouchback em 1967 adaptação de Evelyn Waugh 's Sword of Honor trilogia, dramatizada por Giles Cooper e dirigido por Donald McWhinnie, estabeleceu-o como um ator de qualidade e em pé. Crouchback foi o personagem central nos três romances icônicos de Waugh, tendo como pano de fundo o envolvimento britânico na Segunda Guerra Mundial. Esta dramatização de TV em preto e branco é agora muito menos conhecida do que uma versão em cores mais luxuosa de 2001, com Daniel Craig desempenhando o papel de Crouchback. No entanto, a dramatização de 1967 teve um grande destaque na época e contou com vários atores principais da época, incluindo Ronald Fraser, Freddie Jones, Vivian Pickles, Nicholas Courtney e James Villiers. Além disso, Evelyn Waugh conhecera e aprovara Giles Cooper como roteirista, tendo em comum a escola de Lancing College, ainda que tivessem mais de uma década de diferença.
Em 1967, Woodward interpretou a eventual vítima em um episódio da série The Saint TV ("The Persistent Patriots"). No mesmo ano em que foi escalado como David Callan no ITV Armchair Theatre, tocou A Magnum for Schneider , que mais tarde se tornou a série de espionagem Callan, um de seus primeiros papéis na televisão e um em que demonstrou sua capacidade de expressar raiva controlada. Sua performance icônica assegurou o sucesso da série de 1967 a 1972, com um filme aparecendo em 1974. Ele também apareceu ao lado de Laurence Olivier em uma adaptação de 1978 de Saturday, Sunday, Monday na série de antologia Laurence Olivier Presents.
O sucesso de Callan o tipificou um pouco, mas o sucesso duradouro do gênero permitiu-lhe ganhar papéis de liderança em produções semelhantes, embora nenhum se mostrasse tão icônico quanto Callan. Em 1977 ele estrelou duas séries do drama distópico da BBC2 de 1990 , sobre uma futura Grã-Bretanha se voltando para o totalitarismo.
O final da década de 1970 foi gasto em palco e filme, mas não foi até que ele assumiu o papel principal na série de televisão americana The Equalizer (1985-89) como um ex-agente da inteligência que ele encontrou reconhecimento e popularidade superior ao de Callan. Depois de filmar alguns episódios da terceira temporada, Woodward sofreu um enorme ataque cardíaco. Durante vários episódios, atores adicionais foram contratados para reduzir a carga de trabalho em Woodward quando ele se recuperou da condição. O primeiro episódio filmado após o ataque cardíaco de Woodward envolveu seu personagem ser gravemente ferido por uma bala, proporcionando a Woodward a chance de descansar em vários episódios. Mais tarde na temporada, Woodward retomou todos os seus deveres e levou o show por uma quarta temporada adicional durante a temporada de 1988-1989. Durante este período, ele também estrelou o thriller de espionagem da Guerra Fria, Codename: Kyril (1988), como um agente duplo MI6.
Posteriormente, ele estrelou a curta série da CBS, Over My Dead Body, que estreou em 1990, interpretando um escritor de mistério que se envolve na resolução de crimes reais. Em 1994 e 1997, Woodward estrelou o drama da BBC, Common As Muck, no qual ele interpretou um birman chamado Nev.
Em 1993, Woodward apareceu no drama galês, Tan ar y Comin. Versões foram feitas em inglês e galês, e Woodward apareceu em ambos, sendo especialmente treinado no último, já que ele não falava uma palavra da língua.
Em 1999, Woodward apareceu ao lado de seu filho Peter em The Long Road, um episódio do "Babylon 5" da Crusade, no qual Peter era um membro regular do elenco. Enquanto ambos os atores estavam interpretando o papel de Technomages não relacionados, a química na tela entre eles era clara.
Sua carreira continuou com os papéis de convidado da TV, incluindo uma aparição em The New Alfred Hitchcock Presents e Mr. Jones (também conhecido como Philip, codinome 'Flavius') na série La Femme Nikita. Ele também estrelou com seu filho Tim e o neto Sam como uma família de gângster de Londres em uma história especial para o The Bill em 2008. Em março de 2009, ele se juntou a EastEnders por seis episódios, interpretando Tommy Clifford.
Woodward era um wargamer e organizou uma série de programas para Tyne Tees Television, em 1978, sobre o hobby com o colega entusiasta Peter Gilder, que construiu e possuía a bela diorama Gettysburg usado para uma das cenas de jogos do filme de 1974 Callan.
Woodward foi o tema de This Is Your Life em duas ocasiões: em fevereiro de 1971, quando foi surpreendido por Eamonn Andrews no bar do White House Hotel de Londres, e em fevereiro de 1995, quando Michael Aspel o surpreendeu durante uma sessão de fotos na Syon House in West. Londres.

### Música
Sua capacidade como tenor permitiu-lhe gravar doze álbuns de canções românticas, bem como três álbuns de poesia e catorze livros em fita. Seu vocal capacidade e agir habilidade lhe permitiu fazer uma série de aparições quando o tempo permitido na BBC 's Edwardian era music hall programa, The Good Old Days.

## Vida pessoal
Woodward foi casado duas vezes. Seu primeiro casamento foi com a atriz Venetia Barrett (nascida Venetia Mary Collett) de 1952 a 1986. Eles tiveram dois filhos: Tim Woodward (nascido em 1953) e Peter Woodward (nascido em 1956), ambos atores, assim como uma filha, a atriz indicada ao Prêmio Tony, Sarah Woodward (nascida em 1963). Woodward deixou Barrett para a atriz Michele Dotrice, filha de seu contemporâneo Roy Dotrice, e se casou com ela em Nova York em janeiro de 1987. Sua filha, Emily Beth Woodward (nascida em 1983), estava presente na cerimônia.
Woodward estava em Chipre durante a invasão turca da ilha em 1974. Ficando na cidade de Kyrenia, no norte do Chipre, ele foi um dos vários britânicos evacuados da ilha pelo porta-aviões da Marinha Real HMS Hermes após a invasão e ocupação turca de Kyrenia.
Woodward sofreu um ataque cardíaco em massa em 1987 (durante a terceira temporada de The Equalizer) e outro em 1994. Ele passou por cirurgia de bypass triplo em 1996 e parou de fumar. Em fevereiro de 2003, foi anunciado que ele tinha câncer de próstata. Em julho de 2009, foi anunciado que uma apresentação planejada de Love Letters para o final de 2009, co-estrelada por sua esposa Michele, seria adiada por causa dos danos causados ao seu quadril quando ele caiu da casa de seu West Country.

## Morte
Edward Woodward morreu no Royal Cornwall Hospital em Truro, Cornwall, em 16 de novembro de 2009, aos 79 anos, perto de sua casa em Hawker's Cove. Ele foi enterrado no cemitério de Padstow, e deixou sua esposa, sua filha e três filhos de seu primeiro casamento.

## Prêmios
- Globo de Ouro - 1987
- RTS Television Ator do Ano - 1969, 1970
- Prêmio Sun de Melhor Ator - 1970, 1971, 1972
- Ordem do Império Britânico - 1978
- Prêmio BAFTA de Melhor Ator
- Emmy Award

## Filmografia
| Ano  | Título                       | Personagem              | Diretor                   |
| ---- | ---------------------------- | ----------------------- | ------------------------- |
| 1955 | Where There's a Willl        | Ralph Stokes            | Vernon Sewell             |
| 1960 | Inn for Trouble              |                         | C. M. Pennington-Richards |
| 1964 | Becket                       | Clemente                | Peter Glenville           |
| 1969 | The File of the Golden Goose | Arthur Thompson         | Sam Wanamaker             |
| 1971 | Incense for the Damned       | Dr. Holstrom            | Robert Hartford-Davis     |
| 1972 | Sitting Target               | Inspetor Milton         | Douglas Hickox            |
| 1972 | Young Winston                | Capitão Aylmer          | Richard Attenborough      |
| 1973 | The Wicker Man               | Sargento Howie          | Robin Rardy               |
| 1974 | Callan                       | David Callan            | Don Sharp                 |
| 1975 | Three for All                | Varredor de Rua         | Martin Campbell           |
| 1977 | Stand Up, Virgin Soldiers    | Sargento Bem Amado      | Norma Cohen               |
| 1980 | Breaker Morant               | Tenente Harry Morant    | Bruce Beresford           |
| 1981 | O Compromisso                | Ian                     | Lindsey Vickers           |
| 1982 | Who Dares Wins               | Comandante Powell       | Ian Sharp                 |
| 1984 | Champions                    | Josh Gifford            | John Irvi                 |
| 1985 | King David                   | Rei Saul                | Bruce Beresford           |
| 1990 | Mister Johnson               | Sargy Gollup            | Bruce Beresford           |
| 1994 | Conselho Mortal              | Major Herbert Armstrong | Mandie Fletcher           |
| 1997 | A Casa de Angelo             | Dominic Angelo          | Jim Goddard               |
| 2002 | The Abduction Club           | Lord Fermoy             | Stefan Schwartz           |
| 2007 | Hot Fuzz                     | Professor Tom Weaver    | Edgar Wright              |
| 2009 | The Congregation of Ghosts   | Frederick Densham       | Mark Collicotti           |